# Гидроксид платины(IV)
Гидроксид платины(IV) — неорганическое соединение, 
гидроксид металла платины 
с формулой Pt(OH)4,
красно-бурые кристаллы,
не растворяется в воде.

## Получение
Щелочной гидролиз гексахлороплатината(IV) натрия:
{\displaystyle {\mathsf {Na_{2}[PtCl_{6}]+4NaOH\ {\xrightarrow {}}\ Pt(OH)_{4}\downarrow +6NaCl}}}

## Физические свойства
Гидроксид платины(IV) образует красно-бурые кристаллы, не растворимые в холодной воде, и слабо растворяется в горячей.

## Химические свойства
Образуется в результате химической реакции взаимодействия платинохлористоводородной кислоты H2[PtCl6]⋅nH2O со щёлочью. 
- При нагревании до 110°С начинает терять воду.
- Реагирует с кислотами:

{\displaystyle {\mathsf {Pt(OH)_{4}+6HCl\ {\xrightarrow {}}\ H_{2}[PtCl_{6}]+4H_{2}O}}}
- Реагирует с избытком щелочей, образуя соли, называемые платинаты:

{\displaystyle {\mathsf {Pt(OH)_{4}+2NaOH\ {\xrightarrow {}}\ Na_{2}[Pt(OH)_{6}]}}}